# Herbert Leyendecker
 Herbert Wilhelm Georg Leyendecker (* 24. Juni 1885 in Köln; † 29. Juni 1958 ebenda) war ein deutscher Philosoph und Galerist.

## Leben
Herbert Leyendecker wurde als Sohn des Chemikers Ernst Wilhelm Leyendecker, dem Inhaber der Werke für Bleiprodukte und Farben in Köln-Ehrenfeld, und dessen Frau Emmy geb. Hellmers geboren. Nachdem er anfangs von einem Hauslehrer unterrichtet wurde, besuchte er ab 1900 das Gymnasium in Quakenbrück, das er 1906 mit dem Abitur abschloss. In dieser Zeit erhielt er eine eingehende musikalische Ausbildung, widmete sich aber auch der Lektüre philosophischer Texte. Von 1906 bis 1913 studierte er in München, Göttingen und Berlin die Fächer Philosophie, Musikwissenschaft, experimentelle Physik, experimentelle Psychologie und Kunstgeschichte. Das Studium schloss er 1913 mit einer von Alexander Pfänder betreuten Dissertation ab, woran sich ein durch den Kriegsausbruch abgebrochener Studienaufenthalt in Paris anschloss. Von 1914 bis 1916 nahm er am Ersten Weltkrieg als Krankenpfleger, dann bis 1918 als Kriegsfreiwilliger teil, wobei er unter anderem in der Schlacht an der Somme kämpfte.
Nach Kriegsende begann er bei Max Scheler in Köln ein Habilitationsvorhaben, das er aber 1922 aufgrund der Inflation unterbrechen musste. Er begann parallel zu den privat weitergeführten Studien, in denen er sich zunehmend der indischen Philosophie widmete, eine Tätigkeit als Galerist, die 1935 in die Eröffnung einer eigenen Galerie mündete. Ab den 1940er Jahren begann er sich mit der Tiefenpsychologie zu befassen, musste aber einen wirtschaftlichen Rückschlag erleben, als Galerie und Wohnung 1943 einem Bombenangriff zum Opfer fielen. Nach dem Krieg eröffnete er erneut eine Galerie für moderne Kunst und betrieb von 1948 bis 1952 eine psychotherapeutische Praxis in Wiesbaden.
Sein Nachlass, in dem sich auch umfangreiches Material zu seinem Lehrer Scheler befindet, wird heute in der BSB München aufbewahrt.

## Familie
Leyendecker heiratete am 18. Juli 1925 in Königsberg die Gemälderestauratorin Clara „Titi“ Cauer (1903–1979), eine Tochter des Bildhauers Stanislaus Cauer. 1936 wurde die gemeinsame Tochter Christine Juliane geboren, die später den Bankier Bernhard von Loeffelholz ehelichte. Leyendecker starb 1958 wenige Tage nach seinem 73. Geburtstag.  Die Familiengrabstätte befindet sich auf dem Kölner Melaten-Friedhof.

## Werke
- Zur Phänomenologie der Täuschungen. Niemeyer, Halle a.d.S. 1913.